# Constantin von Waldburg-Zeil

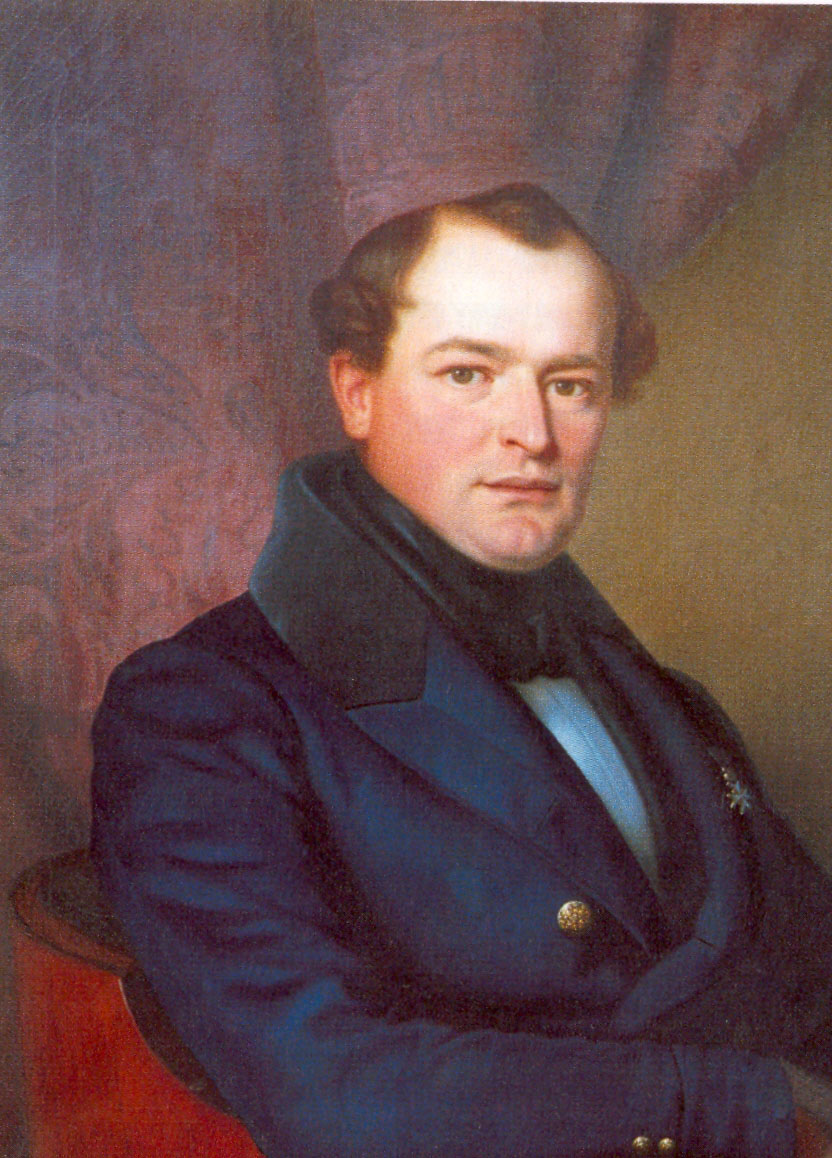
Erbgraf Constantin von Waldburg-Zeil auf einem Öldgemälde, um 1830

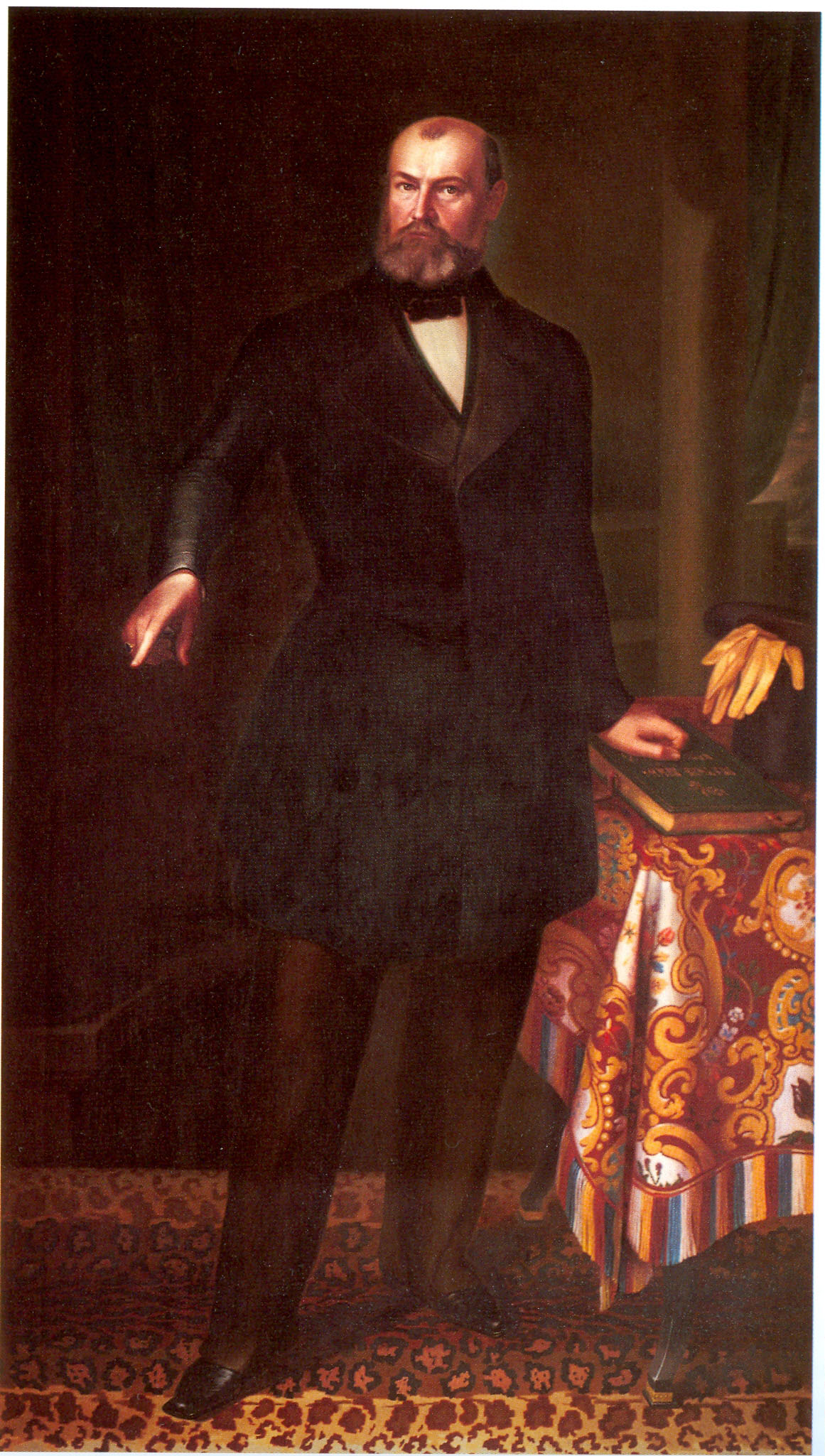
Fürst Constantin von Waldburg zu Zeil und Trauchburg auf einem Öldgemälde, 1851

Fürst Constantin Maximilian Reichserbtruchseß von Waldburg zu Zeil und Trauchburg (* 8. Januar 1807 in Kleinheubach; † 17. Dezember 1862 in Kenzingen) war Königlich Württembergischer Standesherr, Königlich Bayerischer Reichsrat, Grundherr in Baden und Mitglied der Frankfurter Nationalversammlung.

## Leben
Constantin war der Sohn des Fürsten Franz Thaddäus von Waldburg zu Zeil und Trauchburg (* 1778, † 1845) und der Fürstin Christiane (*1782 † 1811). Ab 1824 studierte Constantin in Freiburg im Breisgau, wo er sich dem Corps Rhenania Freiburg anschloss, in München und in Tübingen. Bildungsreisen durch halb Europa folgten in den Jahren 1830 bis 1832, in denen Constantin nicht nur den Wiener Kaiserhof, sondern auch zahlreiche Fürsten seiner Zeit besuchte. Am 30. September 1833 heirateten der Erbgraf Constantin und Maximiliane Gräfin von Quadt-Wykrath-Isny (* 1813 † 1874). Constantin erhielt im selben Jahr als Standesherr auf Schloss Zeil den Titel Obersthofmeister in Württemberg. Im selben Jahr zog er als erbliches Mitglied in die Kammer der Standesherren des Königreichs Württemberg ein, in der er bis zum Jahre 1851 Mitglied blieb, ab 1847 als deren Vizepräsident. Schon in den 1830er Jahren leistete er auf katholischer Seite Widerstand gegen die protestantisch geprägte württembergische Kirchenpolitik und veröffentlichte zahlreiche politische Artikel. Mit dem Tod seines Vaters im Jahre 1845 erbte er den Fürstentitel, verbunden mit der Anrede „Durchlaucht“, den Titel des erblichen Reichsrats der Krone Bayerns sowie den Titel „Reichserbtruchseß“, der dem Oberhaupt der Familie seit dem Jahre 1628 zusteht.

## Wirken
Im März 1848 gehörte er noch zu den Mitgründern des „Konservativen Vereins“, die sich gegen die sogenannte Märzbewegung zur Wehr setzten. Schon wenige Wochen später wurden von dem Standesherrn „republikanische“ Äußerungen gehört, kurz darauf wurde ihm sogar Förderung der Anarchie vorgeworfen. Es war wohl die Enttäuschung über seinen württembergischen König und seine Standesgenossen, die ihn zu dieser völlig unerwarteten Umkehr veranlassten. Fortan lautete sein Motto: „Meine Sache ist Deutschland und der katholische Glaube.“ Ursächlich für seine Abkehr von der konservativen Seite war die Ablehnung der autoritären Regierung in Stuttgart. Sich und sein Haus sah er als Opfer despotischer Maßnahmen im Zuge der Mediatisierung.
1848 war er Mitglied des Vorparlaments. Bei den Wahlen zur Frankfurter Nationalversammlung am 26. April 1848 wurde er für den Bezirk Biberach-Leutkirch in das revolutionäre Parlament der Frankfurter Paulskirche gewählt. Entscheidend für seinen Erfolg war neben seinem persönlichen Ansehen wohl die Tatsache, dass er gewillt war, in der Nationalversammlung für die Rechte des Volkes einzutreten und für sich und seinen Stand auf alle Privilegien zu verzichten. Als weithin sichtbares Zeichen seiner politischen Ansichten wehte die schwarz-rot-goldene Fahne vom Zeiler Schloss. War die Wahl eines Standesherrn in die Paulskirche eine kleine Sensation, so war sein Wirken dort offenbar nicht von besonders großer Bedeutung. In den Verhandlungsprotokollen wird er nur bei namentlichen Abstimmungen genannt, dort stimmte er konsequent mit den „Linken“, ohne sich jedoch einer Fraktion anzuschließen. Gemeinsam mit den Demokraten sprach er sich gegen die Wahl des preußischen Königs Friedrich Wilhelm IV. zum Kaiser der Deutschen aus. Er stimmte dafür, bei der Ablösung feudaler Rechte die Bauern nur mäßig zu belasten. Auch plädierte er für eine strikte Trennung von Staat und Kirche. Er wird deshalb der „rote Fürst“ genannt. Aufgrund eines Artikels im Leukircher Wochenblatt wurde er 1849 wegen Beleidigung der Staatsgewalt zu fünf Monaten Haft auf dem Hohenasperg verurteilt.
Von 1850 bis 1851 gehörte er zur 1. und 3. „Verfassungsrevidierenden Landesversammlung“ des Königreichs Württemberg und widmete sich auf Seiten der Volkspartei der Landespolitik. Im Jahr 1850 wurde er zu fünf Monaten Kriegsgefängnishaft und 200 Gulden Geldstrafe wegen Majestätsbeleidigung und Beleidigung der Staatsregierung und der Justiz in einem Wahlaufruf verurteilt. Seine Haft verbüßte er auf der Festung Hohenasperg.

## Rückzug aus der Politik
Gesundheitliche Gründe und das Wiedererstarken der Reaktion in Stuttgart waren 1851 ausschlaggebend für den Rückzug aus der Politik, das milde Klima am Oberrhein führte zu immer häufigeren Aufenthalten in Kenzingen bei Freiburg, wo Fürst Constantin ein Gut besaß. Im Jahr 1856 wurde die immer noch laufende Untersuchung wegen Ehrbeleidigung durch einen Kompromiss abgeschlossen. Im Jahre 1857 versöhnte sich der alte Revolutionär sogar mit dem König von Württemberg, in dessen Militärdienst sein Sohn Constantin eintrat. Schon sein am 4. März 1853 verstorbener Bruder Karl, hat als Obristlieutenant und Flügeladjutant in den Diensten des Königs gestanden.
Seine angegriffene Gesundheit führte immer wieder zu ernsthaften Erkrankungen, er machte sein Testament, erlebte im Frühjahr 1862 noch die Vermählung seines ältesten Sohnes und starb während eines seiner Aufenthalte im Kaiserstuhl am 17. Dezember 1862 in Kenzingen. Beigesetzt in der Familiengruft der fürstlichen Familie in der Stifts- und Pfarrkirche in Zeil wurde er fünf Tage später.

## Familie

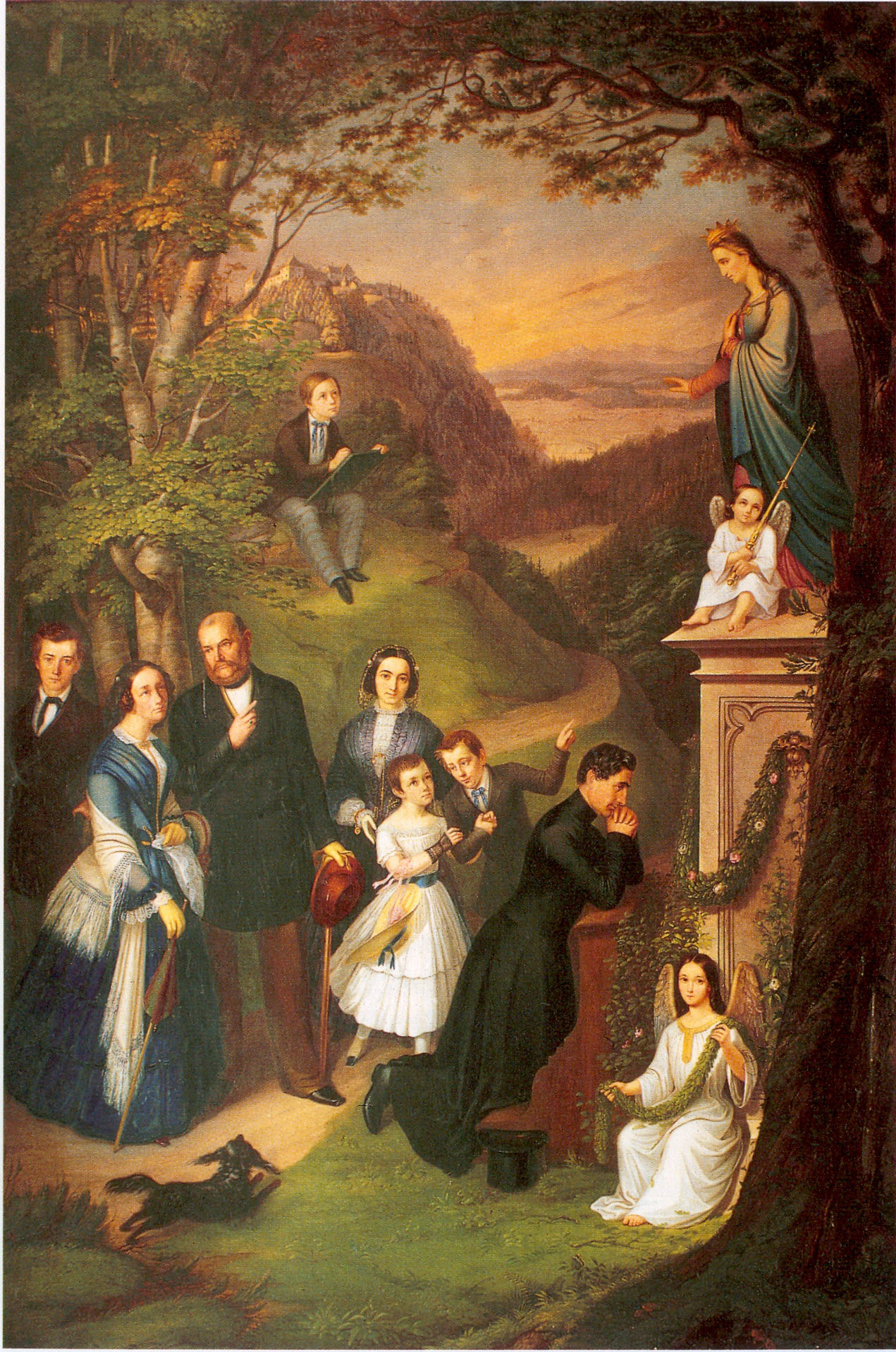
Fürst Constantin von Waldburg zu Zeil und Trauchburg (1807–1862) wurde um das Jahr 1850 mit seiner Familie auf diesem Ölgemälde abgebildet. Das Familienbild zeigt von links nach rechts den ältesten Sohn, Erbgraf Wilhelm, die Fürstin Maximiliane, den Fürsten Constantin, die Erzieherin Rose de Maisonneuve, Tochter Anna, Sohn Carl und den Hauslehrer und Geistlichen Dr. Karl Lichtenstein. Im Hintergrund ist Sohn Konstantin ins Bild gesetzt. Die früh verstorbenen Kinder Ottolina und Alexandrine sind als Engel dargestellt. Auf der Anhöhe zu sehen ist das Schloss Zeil.

Aus der Ehe mit Maximiliane Gräfin von Quadt-Isny (1813–1874) gingen sechs Kinder hervor:
- Ottolina (* 1834; † 1842)
- Erbgraf Wilhelm (* 1835; † 1906), der spätere Nachfolger als Fürst von Waldburg zu Zeil und Trauchburg
- Graf Konstantin (* 1839; † 1905), ⚭ 1863 Ludwina Freiin von Hruby und Gelenj (* 1837; † 1901)
- Alexandrine (* 1840) starb als Säugling
- Graf Karl (* 1841; † 1890), seit 1885 Graf von Waldburg zu Syrgenstein, ⚭ 1875 Sophie, geborene Gräfin von Waldburg zu Zeil und Wurzach
- Anna (* 1844; † 1877), ⚭ 1875 Freiherr Nikolaus von Enzberg († 1901)